# Apodopsyllus alejandrovillalobosi
Apodopsyllus alejandrovillalobosi is een eenoogkreeftjessoort uit de familie van de Paramesochridae. De wetenschappelijke naam van de soort is voor het eerst geldig gepubliceerd in 2002 door Gomez.